# Hesperobaenus fenyesi
Hesperobaenus fenyesi es una especie de coleóptero de la familia Monotomidae.

## Distribución geográfica
Habita en California y Arizona (Estados Unidos).